# Que le diable m'emporte
Pour plus de détails, voir Fiche technique et Distribution.

Que le diable m'emporte (My First Wedding) est un téléfilm canado-britannique réalisé par Laurent Firode et diffusé en 2006 ainsi qu'aux États-Unis le 6 mai 2007 sur Lifetime.

## Synopsis
Un jeune ouvrier en construction est confondu avec un prêtre catholique et continue la charade pour séduire une fille.

## Fiche technique
- Titre original : My First Wedding
- Titre québécois : Le mariage de ma femme
- Réalisation : Laurent Firode
- Scénario : Joan Carr-Wiggin
- Musique : Michel Cusson
- Société de production : Cinema Libre
- Durée : 94 minutes

## Distribution
- Rachael Leigh Cook : Vanessa Sinclair
- Kenny Doughty : Nick Francis
- Paul Hopkins (en) : Andre
- Caroline Carver (en) : Sandy
- Valerie Mahaffey : Grace
- Tony Robinow : Tom
- Walter Massey : Père James
- David Gow : Père Edward
- Sheena Larkin : Marian
- Melissa Galianos : Angela
- Paul Soles : Harry
- Christian Paul : Steve
- Elizabeth Whitmere : Janice
- Stefanie Buxton : Maggie
- Claire Brosseau : Susie
- Alexander Bisping : Concierge
- Russell Yuen : Réceptionniste de nuit
- Stéphane Beaupré : Serveur de l'hôtel
- Kwasi Songui (en) : Ouvrier de l'église
- Simon Peacock : Homme dans le restaurant
- James Berlingieri et Glenda Braganza (en) : Couple de mariés
- Merran Carr-Wiggin : Merran
- Nancy-Ann Michaud et Tanya van Blokland : Invités